# Kitty (prénom)
Kitty est un prénom féminin, d'origine irlandaise et dérivé du prénom Catherine ou une version féminine du vieux prénom masculin anglais Kitts (Christopher). Il peut désigner un prénom ou un nom de famille :

## Prénom
- Kitty (en) (Raja Krishnamoorthy) (né en 1952), acteur indien
- Kitty Anderson (1903-1979), pédagogue et directrice d'école britannique
- Kitty Anderson, militante intersexe islandaise
- Kitty Barne (en) (1882-1961), scénariste et auteure britannique de livres pour enfants
- Kittie Bruneau (née en 1929), peintre et graveuse canadienne
- Kitty Brunell (1912-1993), pilote de rallye britannique
- Kitty Canutt (1894-1988), professionnelle américaine de rodéo
- Kitty Carlisle (1910-2007), actrice et chanteuse américaine
- Kitty Carruthers (née en 1961), patineuse artistique américaine
- Kitty Cheatham (en) (1864-1946), chanteuse et actrice américaine
- Kitty Cooper (en) (née en 1950), généalogiste génétique américane
- Kitty Courbois (1937-2017), actrice et femme de lettres néerlandaise
- Kitty Crowther (née en 1970), illustratrice et auteure belge
- Kitty Doner (1895-1988), comédienne américaine de vaudeville
- Kittie Doswell (en) (1939-2011), chanteuse américaine
- Kitty Dukakis (en) (née en 1936), auteure américaine
- Kitty Ferguson (en) (née en 1941), auteure américaine de science fiction
- Kitty Fisher (en) (1741-1767), courtisane britannique
- Kitty Petrine Fredriksen (en) (1910-2003), femme politique norvégienne
- Kitty Hott (1890-1953), actrice française
- Kitty Genovese (morte en 1964), victime de meurtre américaine
- Kitty Gordon (1878-1974), actrice britannique de théâtre et cinéma muet
- Kitty Green (née en 1984), scénariste et réalisatrice australienne
- Kitty Janssen (1930-2012), actrice néerlandaise
- Kitty Joyner (1916-1993), ingénieure américaine en électricité
- Kitty Jutbring (en) (née en 1977), personnalité télévisuelle suédoise
- Kitty Kahane (née en 1960), illustratrice et peintre allemande
- Kitty Kallen (1921-2016), chanteuse américaine
- Kitty Kelley (en) (née en 1942), journaliste et biographe américaine
- Kitty Kelly (1902-1968), actrice américaine
- Kitty Kenney (en) (1880-1952), suffragette britannique
- Kitty Lange Kielland (1843-1914), peintre paysagiste norvégienne
- Kitty Kiernan (1893-1945), fiancée de Michael Collins, révolutionnaire irlandais
- Kitty Leroy (en) (1850-1877), danseuse et dame américaine du Far West
- Kitty Margolis (en) (née en 1955), chanteuse jazz américaine
- Kitty Marion (1871-1944), actrice et suffragette britannique
- Kitty Mattern (1912-1998), actrice autrichienne
- Kitty McKane (1896-1992), joueuse britannique de badminton
- Kitty McShane (en) (1897-1964), actrice irlandaise
- Kitty O'Neil
- Kitty Pilgrim (en), journaliste et présentatrice américaine
- Kitty Ponse (1897-1982), biologiste et endocrinologue néerlandaise
- Kitty Prins (1930-2000), chanteuse country néerlandaise
- Kitty Spencer (née en 1990), mannequin et aristocrate britannique
- Kitty Swan (née en 1943), actrice danoise
- Kitty Ussher (née en 1971), économiste et femme politique britannique
- Kitty van der Mijll Dekker (1908-2004), artiste textile néerlandaise
- Kitty van Haperen (en) (née en 1976), athlète et bobeuse néerlandaise
- Kitty van Male (née en 1988), joueuse néerlandaise de hockey sur gazon
- Kitty Van Nieuwenhuysen (morte en 2007), victime belge d'une affaire criminelle
- Kitty Wells (1919-2012), chanteuse country américaine
- Kitty Winn (née en 1978), actrice américaine
- Kitty White (1923-2009), chanteuse jazz américaine
- Kitty Wilkins (en) (1857-1936), pionnière et éleveuse de chevaux américaine
- Kitty Winn (née en 1944), actrice américaine
- Kitty Zhang Yuqi (née en 1987), actrice chinoise

### Personnages
- Hello Kitty, personnage fictif et un des personnages créés par la société japonaise Sanrio[1]
- Kitty Forman, personnage de la série That '70s Show
- Kitty Pryde, super-héroïne de l'univers Marvel